# 越南共產黨第五次全國代表大會
越南共產黨第五次全國代表大會（越南语：／，簡稱越共五大）於1982年3月27日至31日在越南河內巴亭會堂召開，與會代表1176人代表著越南全國約173萬名持有黨員證的越共黨員。大會原定在1981年年底舉行，不過黨內高層意見分歧、派系鬥爭等因素卻令大會延遲召開。越南黨和政府的領袖都在大會上提到幹部年齡過高、貪污、不稱職；經濟、民生政策失敗等問題，並對當中部分問題提出對策。在外交政策方面，五大的政治報告指出越南將繼續奉行親蘇政策；雖然報告也指出越南有意與中國大陸修好，不過北京卻認為報告也有其他內容有批評中國的意義。在大會閉幕後召開的一中全會當中，越共中央總書記黎筍、越共中央政治局常務委員黎德壽等人把武元甲大將和阮文靈等人逐出政治局，並把親信引入政治局等黨內機關，從而掌握相當的權力。

## 籌備工作
按照原定計劃，越共五大應在1981年年底召開，不過這次黨代會卻一再延期舉行。越共中央曾在五大召開之前召開兩次會期特別長的全體會議。之所以五大要延期召開，是因為越共中央領袖意見分歧，而且黨內也出現了派系內鬥和腐敗的現象。黨中央和越共全黨為了籌備五大而耗費的時間已經超過一年。越共各級組織在黨代會召開之前都舉行了代表大會，就五大政治報告的草案展開討論。

## 與會者
藉由選舉選出的越共五大代表共有1033人，他們代表了當時越共170萬名黨員。其他與會人士還包括為社會主義革命貢獻的老戰士，以及知識份子和公眾人物。出席這次黨代會的外國代表團共有47個，當中除了代表《和平與社會主義問題》雜誌的代表團，所有外國代表團都是由共產主義組織和工人組織派出的。與會的外國政黨包括蘇聯共產黨（蘇共）、老撾人民革命黨（老撾人革黨）、柬埔寨人民革命黨（柬埔寨人革黨）、法國共產黨、古巴共產黨和波蘭統一工人黨。

## 大會流程

### 開幕禮
越共五大最終於1982年3月27日在河內市巴亭會堂召開。越共五大主席團成員在當地時間當天早上9時就座，坐在他們旁邊的是隸屬於蘇共、老撾人革黨和柬埔寨人革黨的外國代表。接着，有一群戴着紅領巾，隸屬於胡志明少年先鋒隊的兒童向主席團成員和外國代表獻花。在越共中央第四屆政治局當中排名第二長征隨後便向大會致開幕詞。長征先請與會代表和外國代表向胡志明、自越共四大以來逝世的越共中央委員和在解放、重建祖國的事業中身亡的普通黨員和其他人士默哀一分鐘。然後他提到了越共五大的目標：
「檢討由（越共）四大擬訂的路線的實行情況，正確評價各項成就和缺點，洞察當前的經濟、社會實況，分析勝利和困難的成因，擬訂1981年－1985年時期和整個80年代關於經濟、社會的主要方向、任務和目標，以及旨在發揮有利條件、克服困難、正確解決關於社會主義建設和保衛祖國的重大，迫切問題和關於生產和人民生活的燃眉之急、加強黨建工作的重大主張和措施，引領我們人民的革命事業堅定不移地繼續前進，為世界人民的革命事業作出相稱的貢獻。大會將對黨章部分增補、修訂處作出決定，並選舉黨的新一屆中央委員會。」
長征在結束演講時感謝各國友好政黨出席越共五大，並於同時注重提到越共的革命特質。

### 各項報告
接著演講的是向越共五大宣讀政治報告的黨中央總書記黎筍。在座代表都站起來向黎筍鼓掌，不過黎筍在宣讀報告的時候卻不時停頓。
五大的政治報告是針對越共自四大以來所進行的工作所作出、措辭嚴厲的自我批評。黎筍在政治報告中批評黨內幹部年紀偏高，也表示黨內有很多老幹部對如何執行組織指派的工作沒有深入的認識。在提到黨的經濟管理政策的時候，他甚至要向黨和國家由中央到基層的各級機關問責。他向大會提出要在黨內進行一次新的整肅運動，盡快把能力不足，自甘墮落，不能堅持革命素質，損害越共威信的人開除出黨。這次整肅運動的目標是把15至20萬名黨員開除出去。中央政治局常務委員黎德壽也在向大會宣讀的黨建報告中提到打擊幹部貪污、不稱職的現象，令越共得以革新的的需要。
時任越南政府總理范文同向大會宣讀的報告與越南經濟形勢和由越共四大通過的越南第二個五年計劃（二五計劃）實行情況如何有關。他在報告中承認二五計劃實行失敗。二五計劃原先的目標是要令越南由一個生產模式落後的經濟體轉變成一個實現「社會主義大生產」的經濟體（「社會主義大生產」預料會以輕工業和農業拓展為基礎）。二五計劃第一階段的計劃提出要為越南人民提供生活必需品，不過這個目標並沒有實現，而在計劃實行期間，人民的生活條件實際上還倒退了。國家計劃委員會主席阮藍曾在1980年12月向越南國會就二五計劃的挫敗作出報告，而計劃也已經在原定實行時期結束之前停止執行。
黎筍把經濟、民生政策的失敗歸咎於越南的「經濟體一般來說仍然是小生產的經濟體，而且還受到了持久戰極其嚴重的後果衝擊」的事實。他在政治報告當中同意某些失敗的成因是經濟體系效率低下。就此他向大會承認「我們黨和國家由中央到基層的各級機關領導和管理經濟、管理社會的缺點和錯誤也是困難的成因。」有鑑於這些錯誤，越共四屆六中全會曾經頒布農業契約制度，把生產管理職能下放到地方，並實行計件工資制度，鼓勵生產。不過，這些改革卻令通貨膨脹現象加劇，令越南的經濟更為疲弱。
越共五大肯定了越南和柬埔寨人民共和國和老撾人民民主共和國的關係，而黎筍也在大會上指出越南和柬埔寨、老撾之間的特殊關係是「世代相傳」的。黎筍也在大會上肯定了越南和蘇聯之間的關係，並指出：「與蘇聯團結、合作是我黨、我國對外政策的基石。」他又提到蘇越聯盟是「保衛祖國和社會主義建設事業勝利的保證。」與會的蘇共中央政治局委員米哈伊爾·戈爾巴喬夫一方面和應黎筍的看法，說「越南可以仰賴與蘇聯的團結關係和蘇聯的支持」，不過另一方面他卻和蘇共中央總書記列昂尼德·勃列日涅夫一樣，對越南為了抗衡中國而提出的主張和經濟援助，以及越南即將推行的第三個五年計劃絕口不提，而且還提到蘇聯要令越南合理運用既有生產力，並表示蘇聯向越南提供援助的條件會變得更苛刻。此外，黎筍也在政治報告當中一邊表示要和中華人民共和國恢復正常關係，一邊又表示越共要令人明白越南民族危險的直接敵人的侵略、破壞陰謀，還要挫敗勾結美國、意圖吞滅越南和發動侵略戰爭的勢力。《人民日報》認為黎筍上述的批評都是針對北京當局。

### 一中全會
在越共五屆一中全會中，黎筍、黎德壽派系決定了第五屆越共中央、第五屆書記處和第五屆政治局的人事安排，也在這些機構當中安插自己的支持者，並藉此掌握了相當的權力。被逐出中央委員會和政治局的人當中包括部分曾經和胡志明共事的溫和派人士、被蔑稱為毛主義者親華派黨員和長征的追隨者。被罷黜的原政治局委員當中，以奠邊府戰役的越軍指揮官武元甲最有名，有分析指出武元甲失勢，與其說是象徵一種意識形態傾向受挫，倒不如說是黎筍的勁敵受挫。阮維楨和黎清毅被逐出政治局，是因為他們立場溫和（一說阮維楨去職是因為他健康欠佳），而陳國環、黎文良和阮文靈被逐出政治局，則是因為他們向長征靠攏（一說阮文靈去職是因為保守的黨政領袖認為他支持越南各地改革措施的行為越軌）。黎筍和黎德壽安排了政府副總理杜梅、黎德英上將和童士元中將加入政治局，取代他們。另外，中組部長阮德心和外交部長阮基石加入政治局也令黎德壽的勢力變得更強。自此黎筍、黎德壽派系便在第五屆書記處當中佔有絕對的多數優勢。

## 註腳
1. 1 2  Trung 1982，第236頁.
2. 1 2 3  Staff writer 1982，第246頁.
3. 1 2 3  Staff writer 1982，第247頁.
4. ↑  Staff writer 1982，第247–248頁.
5. 1 2 3  Staff writer 1982，第248頁.
6. 1 2 3 4 5 6  Trung 1982，第239頁.
7. ↑  Trung 1982，第239–240頁.
8. ↑  Trung 1982，第240頁.
9. 1 2 3 4 5 6 7  Trung 1982，第241頁.
10. ↑  Trung 1982，第240–241頁.
11. 1 2  Trung 1982，第242頁.
12. 1 2 3  Trung 1982，第243頁.
13. ↑  Trung 1982，第244頁.
14. ↑  參考消息 1982a.
15. ↑  ĐCSVN 1982.
16. ↑  人民日報 1982.
17. ↑  參考消息 1982b.
18. ↑  张训常 1998.
19. ↑  Trung 1982，第237–238頁.